# Tottenham Hotspur Football Club 2007-2008
Questa pagina raccoglie i dati riguardanti il Tottenham Hotspur Football Club nelle competizioni ufficiali della stagione 2007-2008.

## Stagione

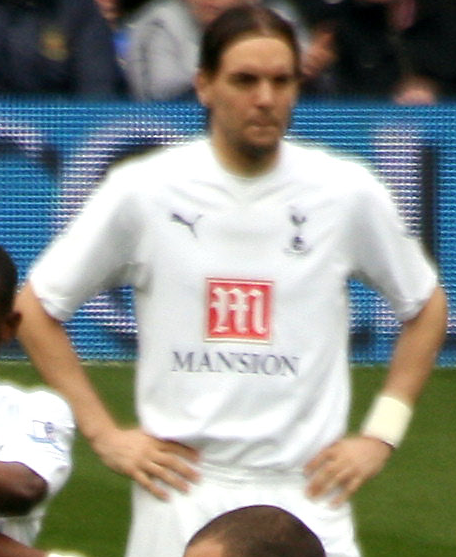
Il neoacquisto Jonathan Woodgate, autore della rete che decide la finale di Carling Cup

### Premier League
L'inizio della stagione 2007-08 non è ottimale per il Tottenham che ottiene una sola vittoria nelle prime dieci partite. Col club in terz'ultima posizione, la dirigenza decide allora di esonerare Martin Jol, in carica dal 2004, in seguito alla sconfitta in Coppa UEFA contro il Getafe. La panchina degli Spurs viene dunque affidata, dal 27 ottobre 2007, al tecnico spagnolo Juande Ramos, vincitore delle ultime due edizioni di Coppa UEFA col Siviglia. L'allenatore iberico riesce a risollevare il Tottenham ad un posizionamento di metà classifica, trascinato soprattutto dalle reti del duo Berbatov-Keane. Nonostante l'undicesimo posto, la squadra accede ugualmente alla Coppa UEFA grazie al successo maturato in Carling Cup.

### FA Cup
Superato l'ostacolo Reading nella gara di ripetizione, il Tottenham viene eliminato nel turno successivo dal Manchester United ad Old Trafford.

### Carling Cup
Si rivela decisamente migliore invece il cammino in Coppa di Lega. Dapprima il Tottenham estromette Middlesbrough e Blackpool col risultato di 2-0 tra le mura amiche ed in seguito batte il City sempre per 2-0 a Manchester, andando così ad affrontare i rivali cittadini dell'Arsenal in semifinale. Dopo l'1-1 all'Emirates dell'andata, nella gara di ritorno a White Hart Lane gli Spurs liquidano i Gunners 5-1 e approdano dunque alla finale di Wembley del 24 febbraio 2008. Ad attenderli vi sono gli altri cugini londinesi del Chelsea che passano in vantaggio sul finire del primo tempo grazie ad una rete di Drogba. A venti minuti dalla fine però i Blues vengono raggiunti dal rigore di Berbatov, per poi subire la definitiva rimonta del Tottenham, che fa sua la finale grazie ad un gol di testa del difensore centrale Jonathan Woodgate nel quarto minuto dei tempi supplementari. Per gli Spurs si tratta del quarto successo in Coppa di Lega, oltre che del primo trofeo in assoluto dal 1999 (anno dell'ultima Coppa di Lega vinta).

### Coppa UEFA
Dopo aver estromesso i ciprioti dell'Anorthōsī, il Tottenham termina secondo nel gruppo G. Arrivati alla fase ad eliminazione diretta, gli Spurs eliminano dapprima lo Slavia Praga ma si arrendono agli ottavi di finale, sconfitti ai rigori dal PSV (il punteggio cumulativo era di 1-1).

## Maglie e sponsor
Lo sponsor tecnico per la stagione 2007-2008 è Puma. La maglia commemorativa è stata utilizzata per festeggiare il 125º anniversario del club. È stata indossata solo il 1º ottobre 2007 contro l'Aston Villa.
| Casa | Trasferta | Terza divisa | Maglia commemorativa |

## Rosa
| N. |                           | Ruolo | Calciatore                   |
| -- | ------------------------- | ----- | ---------------------------- |
| 1  | Inghilterra (bandiera)    | P     | Paul Robinson                |
| 2  | Francia (bandiera)        | D     | Pascal Chimbonda             |
| 3  | Corea del Sud (bandiera)  | D     | Lee Young-Pyo                |
| 4  | Costa d'Avorio (bandiera) | C     | Didier Zokora                |
| 5  | Francia (bandiera)        | D     | Younes Kaboul                |
| 6  | Finlandia (bandiera)      | C     | Teemu Tainio                 |
| 7  | Canada (bandiera)         | D     | Paul Stalteri                |
| 8  | Inghilterra (bandiera)    | C     | Jermaine Jenas               |
| 9  | Bulgaria (bandiera)       | A     | Dimităr Berbatov             |
| 10 | Irlanda (bandiera)        | A     | Robbie Keane (vice capitano) |
| 11 | Brasile (bandiera)        | D     | Gilberto                     |
| 12 | Rep. Ceca (bandiera)      | P     | Radek Černý                  |
| 15 | Francia (bandiera)        | C     | Steed Malbranque             |
| 16 | Galles (bandiera)         | D     | Gareth Bale                  |
| 17 | Germania (bandiera)       | C     | Kevin-Prince Boateng         |
| 18 | Inghilterra (bandiera)    | A     | Jermain Defoe                |
| 19 | Marocco (bandiera)        | C     | Adel Taarabt                 |
| 20 | Inghilterra (bandiera)    | D     | Michael Richard Dawson       |

| N. |                        | Ruolo | Calciatore              |
| -- | ---------------------- | ----- | ----------------------- |
| 21 | Inghilterra (bandiera) | D     | Wayne Routledge         |
| 22 | Inghilterra (bandiera) | C     | Tom Huddlestone         |
| 23 | Inghilterra (bandiera) | A     | Darren Bent             |
| 24 | Inghilterra (bandiera) | C     | Jamie O'Hara            |
| 25 | Inghilterra (bandiera) | C     | Aaron Lennon            |
| 26 | Inghilterra (bandiera) | D     | Ledley King (capitano)  |
| 28 | Scozia (bandiera)      | D     | Alan Hutton             |
| 30 | Scozia (bandiera)      | D     | Anthony Gardner         |
| 31 | Inghilterra (bandiera) | P     | Tommy Forecast          |
| 32 | Camerun (bandiera)     | D     | Benoît Assou-Ekotto     |
| 33 | Portogallo (bandiera)  | D     | Ricardo Rocha           |
| 35 | Francia (bandiera)     | D     | Dorian Dervite          |
| 36 | Inghilterra (bandiera) | A     | Simon Dawkins           |
| 37 | Inghilterra (bandiera) | C     | Danny Rose              |
| 38 | Inghilterra (bandiera) | D     | Troy Archibald-Henville |
| 39 | Inghilterra (bandiera) | D     | Jonathan Woodgate       |
| 44 | Galles (bandiera)      | D     | Chris Gunter            |

## Calciomercato

### Sessione estiva
| Acquisti | Acquisti             | Acquisti       | Acquisti                    |
| R.       | Nome                 | da             | Modalità                    |
| -------- | -------------------- | -------------- | --------------------------- |
| P        | Radek Černý          | Slavia Praga   | prestito                    |
| D        | Gareth Bale          | Southampton    | definitivo (5 milioni £)    |
| D        | Younès Kaboul        | Auxerre        | definitivo (8 milioni £)    |
| D        | Danny Rose           | Leeds Utd      | svincolato                  |
| C        | Kevin-Prince Boateng | Hertha Berlino | definitivo (5,4 milioni £)  |
| A        | Darren Bent          | Charlton       | definitivo (16,5 milioni £) |

| Cessioni | Cessioni          | Cessioni       | Cessioni                 |
| R.       | Nome              | a              | Modalità                 |
| -------- | ----------------- | -------------- | ------------------------ |
| D        | Reto Ziegler      | Sampdoria      | svincolato               |
| C        | Emil Hallfreðsson | Lyn Oslo       | svincolato               |
| C        | Danny Murphy      | Fulham         | prestito                 |
| A        | Mark Yeates       | Colchester Utd | svincolato               |
| A        | Mido              | Middlesbrough  | definitivo (6 milioni £) |

### Sessione invernale
| Acquisti | Acquisti          | Acquisti       | Acquisti                   |
| R.       | Nome              | da             | Modalità                   |
| -------- | ----------------- | -------------- | -------------------------- |
| D        | Chris Gunter      | Cardiff City   | definitivo (3 milioni £)   |
| D        | Jonathan Woodgate | Middlesbrough  | definitivo (8 milioni £)   |
| D        | Alan Hutton       | Rangers        | definitivo (9 milioni £)   |
| D        | Gilberto          | Hertha Berlino | definitivo (1,9 milioni £) |

| Cessioni | Cessioni        | Cessioni       | Cessioni                   |
| R.       | Nome            | a              | Modalità                   |
| -------- | --------------- | -------------- | -------------------------- |
| D        | Philip Ifil     | Colchester Utd | svincolato                 |
| P        | Ben Alnwick     | Leicester City | prestito                   |
| D        | Paul Stalteri   | Fulham         | prestito                   |
| D        | Anthony Gardner | Everton        | prestito                   |
| C        | Hossam Ghaly    | Derby County   | prestito                   |
| A        | Lee Barnard     | Southend Utd   | svincolato                 |
| A        | Wayne Routledge | Aston Villa    | definitivo (1,5 milioni £) |
| A        | Jermain Defoe   | Portsmouth     | definitivo (7 milioni £)   |
| A        | Andy Barcham    | Leyton Orient  | prestito                   |

## Risultati

### Premier League

#### Girone di andata
| Arbitro: | Alan Wiley |

|              |           |  |
| Chopra 90+3’ | Marcatori |  |

| Arbitro: | Mark Halsey |

|             |           |                                   |
| Gardner 26’ | Marcatori | 3’ Lescott 37’ Osman 45+1’ Stubbs |

| Arbitro: | Chris Foy |

|                                      |           |  |
| Malbranque 1’, 6’ Jenas 14’ Bent 80’ | Marcatori |  |

| Arbitro: | Howard Webb |

|          |           |  |
| Nani 68’ | Marcatori |  |

| Arbitro: | Mike Riley |

|                                    |           |                                  |
| Dempsey 42’ Smertin 77’ Kamara 90’ | Marcatori | 10’ Kaboul 28’ Berbatov 61’ Bale |

| Arbitro: | Mark Clattenburg |

|          |           |                                  |
| Bale 14’ | Marcatori | 65’, 90+4’ Adebayor 80’ Fàbregas |

| Arbitro: | Andre Marriner |

|           |           |           |
| Campo 39’ | Marcatori | 34’ Keane |

| Arbitro: | Mike Dean |

|                                                   |           |                                             |
| Berbatov 20’ Chimbonda 69’ Keane 82’ Kaboul 90+2’ | Marcatori | 22’, 33’ Laursen 40’ Agbonlahor 59’ Gardner |

| Arbitro: | Mark Halsey |

|                          |           |                |
| Voronin 12’ Torres 90+2’ | Marcatori | 45’, 47’ Keane |

| Arbitro: | Steve Bennett |

|                                   |           |           |
| Martins 45’ Caçapa 51’ Milner 73’ | Marcatori | 57’ Keane |

| Arbitro: | Rob Styles |

|           |           |                          |
| Keane 49’ | Marcatori | 60’ McCarthy 90+3’ Samba |

| Arbitro: | Mike Dean |

|           |           |          |
| Young 52’ | Marcatori | 35’ Bent |

| Arbitro: | Howard Webb |

|                                    |           |  |
| Jenas 13’, 26’ Lennon 34’ Bent 72’ | Marcatori |  |

| Arbitro: | Mike Riley |

|          |           |            |
| Cole 20’ | Marcatori | 66’ Dawson |

| Arbitro: | Phil Dowd |

|                |           |                                        |
| Keane 49’, 53’ | Marcatori | 24’ McScheffrey 62’ Jerome 90’ Larsson |

| Arbitro: | Mark Halsey |

|                         |           |             |
| Chimbonda 45’ Defoe 83’ | Marcatori | 61’ Bianchi |

| Arbitro: | Martin Atkinson |

|  |           |              |
|  | Marcatori | 81’ Berbatov |

| Arbitro: | Rob Styles |

|                           |           |              |
| Adebayor 48’ Bendtner 76’ | Marcatori | 67’ Berbatov |

| Arbitro: | Andre Marriner |

|                                               |           |             |
| Keane 27’, 62’ Huddlestone 45’, 71’ Defoe 90’ | Marcatori | 60’ Dempsey |

#### Girone di ritorno
| Arbitro: | Keith Stroud |

|                                                     |           |                                           |
| Berbatov 7’, 62’, 72’, 83’ Malbranque 76’ Defoe 79’ | Marcatori | 16’ Cissé 52’ Ingimarsson 69’, 74’ Kitson |

| Arbitro: | Steve Tanner |

|                          |           |           |
| Mellberg 40’ Laursen 85’ | Marcatori | 79’ Defoe |

| Arbitro: | Alan Wiley |

|                                  |           |  |
| Belletti 19’ Wright-Phillips 80’ | Marcatori |  |

| Arbitro: | Lee Mason |

|                       |           |  |
| Lennon 2’ Keane 90+2’ | Marcatori |  |

| Liverpool 30 gennaio 2008, ore 21:00 GMT 24ª giornata | Everton        | 0 – 0 referto | Tottenham | Goodison Park (35 840 spett.)\| Arbitro: \| Andre Marriner \| |
| Arbitro:                                              | Andre Marriner |               |           |                                                               |

| Arbitro: | Mark Clattenburg |

|              |           |             |
| Berbatov 20’ | Marcatori | 90+3’ Tévez |

| Arbitro: | Martin Atkinson |

|  |           |                                     |
|  | Marcatori | 68’ Keane 81’ Kaboul 90+2’ Berbatov |

| Arbitro: | Mike Riley |

|                                                     |           |                                       |
| Woodgate 11’ Berbatov 60’ Huddlestone 75’ Keane 88’ | Marcatori | 3’ Drogba 20’ Essien 52’, 80’ J. Cole |

| Arbitro: | Lee Probert |

|                                   |           |           |
| Forssell 7’, 59’, 81’ Larsson 54’ | Marcatori | 90’ Jenas |

| Arbitro: | Mark Clattenburg |

|                        |           |           |
| Ireland 59’ Onuoha 72’ | Marcatori | 32’ Keane |

| Arbitro: | Chris Foy |

|                                          |           |  |
| Berbatov 8’, 10’ Gilberto 85’ Bent 90+2’ | Marcatori |  |

| Arbitro: | Phil Dowd |

|                     |           |  |
| Bent 81’ O'Hara 82’ | Marcatori |  |

| Arbitro: | Steve Bennett |

|          |           |                                            |
| Bent 25’ | Marcatori | 45+1’ Butt 52’ Geremi 65’ Owen 82’ Martins |

| Arbitro: | Peter Walton |

|              |           |             |
| Pedersen 30’ | Marcatori | 7’ Berbatov |

| Arbitro: | Mark Halsey |

|                    |           |             |
| Grounds 27’ (aut.) | Marcatori | 69’ Downing |

| Arbitro: | Lee Probert |

|            |           |             |
| Heskey 12’ | Marcatori | 6’ Berbatov |

| Arbitro: | Mark Clattenburg |

|                |           |                    |
| Malbranque 52’ | Marcatori | 46’ Giannakopoulos |

| Arbitro: | Howard Webb |

|  |           |           |
|  | Marcatori | 16’ Keane |

| Arbitro: | Uriah Rennie |

|  |           |                        |
|  | Marcatori | 69’ Voronin 74’ Torres |

### FA Cup
| Arbitro: | Mark Clattenburg |

|                   |           |               |
| Berbatov 28’, 50’ | Marcatori | 25’, 78’ Hunt |

| Arbitro: | Mike Riley |

|  |           |           |
|  | Marcatori | 15’ Keane |

| Arbitro: | Peter Walton |

|                               |           |           |
| Tévez 38’ C. Ronaldo 69’, 88’ | Marcatori | 24’ Keane |

### EFL Cup
| Arbitro: | Keith Stroud |

|                          |           |  |
| Bale 71’ Huddlestone 75’ | Marcatori |  |

| Arbitro: | Chris Foy |

|                         |           |  |
| Keane 18’ Chimbonda 58’ | Marcatori |  |

| Arbitro: | Steve Bennett (Kent) |

|  |           |                         |
|  | Marcatori | 5’ Defoe 82’ Malbranque |

| Arbitro: | Mike Dean (Wirral) |

|             |           |           |
| Walcott 79’ | Marcatori | 37’ Jenas |

| Arbitro: | Howard Webb (Sheffield & Hallamshire) |

|                                                                    |           |              |
| Jenas 3’ Bendtner 27’ (aut.) Keane 48’ Lennon 60’ Malbranque 90+4’ | Marcatori | 70’ Adebayor |

| Arbitro: | Mark Halsey |

|            |           |                                  |
| Drogba 39’ | Marcatori | 70’ (rig.) Berbatov 94’ Woodgate |

### Coppa UEFA

#### Turni preliminari
| Arbitro: | Dondarini |

|                                                        |           |            |
| Kaboul 5’ Dawson 40’ Keane 42’ Bent 43’ Defoe 65’, 90’ | Marcatori | 81’ Žlogar |

| Arbitro: | Královec |

|             |           |           |
| Fabinho 54’ | Marcatori | 78’ Keane |

#### Fase a gironi
| Arbitro: | Kircher |

|           |           |                           |
| Defoe 19’ | Marcatori | 21’ de la Red 70’ Nóbrega |

| Arbitro: | Gilewski |

|  |           |                        |
|  | Marcatori | 26’ Keane 31’ Berbatov |

| Arbitro: | Proença |

|                                      |           |                           |
| Berbatov 46’ Malbranque 51’ Bent 65’ | Marcatori | 2’ Enevoldsen 37’ Risgård |

| Arbitro: | Skomina |

|          |           |              |
| Goor 68’ | Marcatori | 71’ Berbatov |

#### Fase a eliminazione diretta
| Arbitro: | Circhetta |

|               |           |                       |
| Střihavka 69’ | Marcatori | 4’ Berbatov 30’ Keane |

| Arbitro: | Eriksson |

|           |           |             |
| O'Hara 7’ | Marcatori | 51’ Krajčík |

| Arbitro: | Lannoy |

|  |           |            |
|  | Marcatori | 34’ Farfán |

| Arbitro: | Trefoloni |

|                                                          |                      |                                                         |
|                                                          | Marcatori            | 81’ Berbatov                                            |
| Simons Lazović Farfán Salcido Dzsudzsák Bakkal Marcellis | Tiri di rigore 6 – 5 | Berbatov O'Hara Huddlestone Bent Jenas Zokora Chimbonda |

## Statistiche
Aggiornate all'11 maggio 2008

### Statistiche di squadra
| Competizione   | Punti | In casa | In casa | In casa | In casa | In casa | In casa | In trasferta | In trasferta | In trasferta | In trasferta | In trasferta | In trasferta | Totale | Totale | Totale | Totale | Totale | Totale | DR  |
| Competizione   | Punti | G       | V       | N       | P       | Gf      | Gs      | G            | V            | N            | P            | Gf           | Gs           | G      | V      | N      | P      | Gf     | Gs     | DR  |
| -------------- | ----- | ------- | ------- | ------- | ------- | ------- | ------- | ------------ | ------------ | ------------ | ------------ | ------------ | ------------ | ------ | ------ | ------ | ------ | ------ | ------ | --- |
| Premier League | 46    | 19      | 8       | 5       | 6       | 46      | 34      | 19           | 3            | 8            | 8            | 20           | 27           | 38     | 11     | 13     | 14     | 66     | 61     | +5  |
| FA Cup         | -     | 1       | 0       | 1       | 0       | 2       | 2       | 2            | 1            | 0            | 1            | 2            | 3            | 3      | 1      | 1      | 1      | 4      | 5      | -1  |
| Carling Cup    | -     | 3       | 3       | 0       | 0       | 7       | 1       | 2            | 1            | 1            | 0            | 3            | 1            | 6      | 5      | 1      | 0      | 14     | 3      | +11 |
| Coppa UEFA     | -     | 5       | 2       | 1       | 2       | 11      | 7       | 5            | 2            | 2            | 1            | 7            | 3            | 10     | 4      | 3      | 3      | 18     | 10     | +8  |
| Totale         | 46    | 28      | 13      | 7       | 8       | 66      | 44      | 28           | 7            | 11           | 10           | 32           | 34           | 57     | 21     | 18     | 18     | 102    | 79     | 23  |

### Andamento in campionato
| Giornata  | 1  | 2  | 3  | 4  | 5  | 6  | 7  | 8  | 9  | 10 | 11 | 12 | 13 | 14 | 15 | 16 | 17 | 18 | 19 | 20 | 21 | 22 | 23 | 24 | 25 | 26 | 27 | 28 | 29 | 30 | 31 | 32 | 33 | 34 | 35 | 36 | 37 | 38 |
| --------- | -- | -- | -- | -- | -- | -- | -- | -- | -- | -- | -- | -- | -- | -- | -- | -- | -- | -- | -- | -- | -- | -- | -- | -- | -- | -- | -- | -- | -- | -- | -- | -- | -- | -- | -- | -- | -- | -- |
| Luogo     | T  | C  | C  | T  | T  | C  | T  | C  | T  | T  | C  | T  | C  | T  | C  | C  | T  | T  | C  | C  | T  | T  | C  | T  | C  | T  | C  | T  | T  | C  | C  | C  | T  | C  | T  | C  | T  | C  |
| Risultato | P  | P  | V  | P  | N  | P  | N  | N  | N  | P  | P  | N  | V  | N  | P  | V  | V  | P  | V  | V  | P  | P  | V  | N  | N  | V  | N  | P  | P  | V  | V  | P  | N  | N  | N  | N  | V  | P  |
| Posizione | 18 | 19 | 13 | 17 | 14 | 17 | 18 | 18 | 17 | 18 | 18 | 17 | 14 | 14 | 16 | 13 | 12 | 13 | 13 | 12 | 12 | 12 | 11 | 11 | 11 | 11 | 11 | 11 | 11 | 11 | 11 | 11 | 11 | 11 | 11 | 11 | 11 | 11 |

Legenda:

Luogo: C = Casa; T = Trasferta. Risultato: V = Vittoria; N = Pareggio; P = Sconfitta.

### Statistiche dei giocatori
| Giocatore       | Premier League | Premier League | Premier League | Premier League | FA Cup   | FA Cup | FA Cup      | FA Cup     | League Cup | League Cup | League Cup  | League Cup | Coppa UEFA | Coppa UEFA | Coppa UEFA  | Coppa UEFA | Totale   | Totale | Totale      | Totale     |
| Giocatore       | Presenze       | Reti           | Ammonizioni    | Espulsioni     | Presenze | Reti   | Ammonizioni | Espulsioni | Presenze   | Reti       | Ammonizioni | Espulsioni | Presenze   | Reti       | Ammonizioni | Espulsioni | Presenze | Reti   | Ammonizioni | Espulsioni |
| --------------- | -------------- | -------------- | -------------- | -------------- | -------- | ------ | ----------- | ---------- | ---------- | ---------- | ----------- | ---------- | ---------- | ---------- | ----------- | ---------- | -------- | ------ | ----------- | ---------- |
| B. Assou-Ekotto | 1              | 0              | 1              | 0              | 0        | 0      | 0           | 0          | 4          | 0          | 1           | 0          | 0          | 0          | 0           | 0          | 5        | 0      | 2           | 0          |
| G. Bale         | 8              | 2              | 1              | 0              | 0        | 0      | 0           | 0          | 1          | 1          | 0           | 0          | 3          | 0          | 0           | 0          | 12       | 3      | 1           | 0          |
| D. Bent         | 27             | 0              | 6              | 0              | 0        | 0      | 0           | 0          | 1          | 0          | 0           | 0          | 8          | 2          | 0           | 0          | 36       | 2      | 6           | 0          |
| D. Berbatov     | 36             | 15             | 3              | 0              | 2        | 2      | 0           | 0          | 6          | 1          | 0           | 0          | 8          | 5          | 2           | 0          | 52       | 23     | 5           | 0          |
| K. Boateng      | 13             | 0              | 2              | 0              | 2        | 0      | 0           | 0          | 3          | 0          | 0           | 0          | 3          | 0          | 2           | 0          | 21       | 0      | 4           | 0          |
| R. Černý        | 13             | -14            | 1              | 0              | 2        | -2     | 0           | 0          | 0          | 0          | 0           | 0          | 3          | -4         | 0           | 0          | 18       | -20    | 1           | 0          |
| P. Chimbonda    | 32             | 2              | 5              | 0              | 2        | 0      | 0           | 0          | 6          | 1          | 1           | 0          | 9          | 0          | 1           | 0          | 49       | 3      | 7           | 0          |
| M. Dawson       | 27             | 1              | 3              | 0              | 3        | 0      | 0           | 1          | 4          | 0          | 1           | 0          | 6          | 1          | 0           | 0          | 40       | 2      | 4           | 1          |
| J. Defoe        | 19             | 4              | 2              | 0              | 2        | 0      | 0           | 0          | 5          | 1          | 0           | 0          | 5          | 3          | 2           | 0          | 31       | 8      | 4           | 0          |
| A. Gardner      | 4              | 1              | 1              | 0              | 0        | 0      | 0           | 0          | 5          | 0          | 0           | 0          | 2          | 0          | 0           | 0          | 11       | 1      | 1           | 0          |
| Gilberto        | 6              | 1              | 0              | 0              | 0        | 0      | 0           | 0          | 0          | 0          | 0           | 0          | 1          | 0          | 1           | 0          | 7        | 1      | 1           | 0          |
| C. Gunter       | 2              | 0              | 0              | 0              | 2        | 0      | 0           | 0          | 1          | 0          | 0           | 0          | 0          | 0          | 0           | 0          | 5        | 0      | 0           | 0          |
| T. Huddlestone  | 28             | 3              | 5              | 0              | 2        | 0      | 0           | 1          | 4          | 1          | 0           | 0          | 9          | 0          | 1           | 0          | 43       | 4      | 6           | 1          |
| A. Hutton       | 14             | 0              | 1              | 0              | 0        | 0      | 0           | 0          | 1          | 0          | 0           | 0          | 0          | 0          | 0           | 0          | 15       | 0      | 1           | 0          |
| J. Jenas        | 29             | 4              | 3              | 0              | 3        | 0      | 1           | 0          | 6          | 2          | 3           | 0          | 7          | 0          | 3           | 0          | 45       | 6      | 10          | 0          |
| Y. Kaboul       | 21             | 3              | 1              | 0              | 1        | 0      | 0           | 0          | 4          | 0          | 1           | 0          | 3          | 1          | 1           | 0          | 29       | 4      | 3           | 0          |
| R. Keane        | 36             | 15             | 2              | 1              | 3        | 2      | 0           | 0          | 5          | 2          | 0           | 0          | 10         | 4          | 0           | 0          | 54       | 23     | 2           | 1          |
| L. King         | 4              | 0              | 0              | 0              | 1        | 0      | 0           | 0          | 3          | 0          | 0           | 0          | 2          | 0          | 1           | 0          | 10       | 0      | 1           | 0          |
| Y-p. Lee        | 18             | 0              | 2              | 0              | 2        | 0      | 0           | 0          | 4          | 0          | 0           | 0          | 6          | 0          | 0           | 0          | 30       | 0      | 2           | 0          |
| A. Lennon       | 29             | 2              | 1              | 0              | 3        | 0      | 1           | 0          | 6          | 1          | 1           | 0          | 9          | 0          | 0           | 0          | 47       | 3      | 3           | 0          |
| S. Malbranque   | 37             | 4              | 4              | 0              | 3        | 0      | 0           | 0          | 5          | 2          | 2           | 0          | 10         | 1          | 1           | 0          | 55       | 7      | 7           | 0          |
| J. O'Hara       | 17             | 1              | 3              | 0              | 2        | 0      | 0           | 0          | 2          | 0          | 0           | 0          | 4          | 1          | 2           | 0          | 25       | 2      | 5           | 0          |
| P. Robinson     | 25             | -47            | 0              | 0              | 1        | -2     | 0           | 0          | 4          | -1         | 0           | 0          | 7          | -6         | 1           | 0          | 37       | -56    | 1           | 0          |
| R. Rocha        | 5              | 0              | 1              | 0              | 0        | 0      | 0           | 0          | 5          | 0          | 0           | 0          | 6          | 0          | 1           | 0          | 16       | 0      | 2           | 0          |
| W. Routledge    | 2              | 0              | 0              | 0              | 0        | 0      | 0           | 0          | 1          | 0          | 0           | 0          | 0          | 0          | 0           | 0          | 3        | 0      | 0           | 0          |
| P. Stalteri     | 3              | 0              | 0              | 0              | 1        | 0      | 0           | 0          | 5          | 0          | 0           | 0          | 3          | 0          | 0           | 0          | 12       | 0      | 0           | 0          |
| A. Taarabt      | 6              | 0              | 0              | 0              | 1        | 0      | 0           | 0          | 1          | 0          | 0           | 0          | 3          | 0          | 0           | 0          | 11       | 0      | 0           | 0          |
| T. Tainio       | 16             | 0              | 1              | 0              | 2        | 0      | 0           | 0          | 5          | 0          | 3           | 0          | 3          | 0          | 1           | 0          | 26       | 0      | 5           | 0          |
| J. Woodgate     | 12             | 1              | 2              | 0              | 0        | 0      | 0           | 0          | 1          | 1          | 0           | 0          | 4          | 0          | 0           | 0          | 17       | 2      | 2           | 0          |
| D. Zokora       | 28             | 0              | 6              | 0              | 1        | 0      | 1           | 0          | 4          | 0          | 1           | 1          | 10         | 0          | 2           | 0          | 43       | 0      | 10          | 1          |